# Гурчение
Гурче́ние — процесс обработки гурта монеты, нанесения на него рифления, орнамента, надписей. Гурчение осуществляется на гуртильном станке или гуртильной машине.
Изначальное назначение фигурного гурта — обеспечение сохранности монеты, защита от обрезывания. До XVII века большинство монет имело гладкий гурт, что приводило к его спиливанию для получения драгоценного металла и самым удобным способом проверить сохранность монеты было измерение её массы.
Первые талеры с выпуклой надписью, нанесённой на гурт, появились во Франции около 1577 года. В Англии такие монеты появились в 1651 году, в Дании — в 1668, а в 1670 — в Швеции и Бранденбурге.
Появившийся в конце XVII века гуртильный станок позволил наносить на гурт монеты прямую или косую насечку, а также орнамент. В конце XVIII века на смену гуртильному станку пришла гуртильная машина с кольцом, которая позволила одновременно чеканить и гурт, и обе стороны монеты. Кроме того, такая машина с обеих сторон монеты создавала буртик для защиты рельефного изображения от изнашивания.
В настоящее время, когда монеты из драгоценных металлов не находятся в обращении и отсутствуют предпосылки для срезания гурта, сложная форма ему придаётся лишь для различения номиналов или в декоративных целях.